# Lennart Johansson (Eishockeyspieler)
Rolf Lennart „Tigern“ Johansson (* 7. Juni 1941 in Sundsvall; † 23. Oktober 2010 in Gävle) war ein schwedischer Eishockeyspieler und -trainer.  

## Karriere
Lennart Johansson begann seine Karriere als Eishockeyspieler beim Wifsta/Östrands IF, für dessen Profimannschaft er von 1960 bis 1962 in der Division 1, der damals höchsten schwedischen Spielklasse, aktiv war. Anschließend spielte der Center zehn Jahre für deren Ligarivalen Brynäs IF. Mit Brynäs gewann er in den Jahren 1964, 1966, 1967, 1968, 1970, 1971 und 1972 jeweils den nationalen Meistertitel.   
Johansson war als Cheftrainer mehrfach für seinen Stammverein Brynäs IF tätig und wurde mit diesem in der Saison 1979/80 zum insgesamt achten Mal in seiner Laufbahn Meister. 

### International
Für Schweden nahm Johansson an den Olympischen Winterspielen 1964 in Innsbruck teil, bei denen er mit seiner Mannschaft die Silbermedaille gewann. Er selbst bereitete im Turnierverlauf in sieben Spielen ein Tor vor. 

## Erfolge und Auszeichnungen
- 1964 Schwedischer Meister mit Brynäs IF
- 1966 Schwedischer Meister mit Brynäs IF
- 1967 Schwedischer Meister mit Brynäs IF
- 1968 Schwedischer Meister mit Brynäs IF
- 1970 Schwedischer Meister mit Brynäs IF
- 1971 Schwedischer Meister mit Brynäs IF
- 1972 Schwedischer Meister mit Brynäs IF
- 1980 Schwedischer Meister mit Brynäs IF (als Cheftrainer)

### International
- 1964 Silbermedaille bei den Olympischen Winterspielen